# Tórsvøllur
Het Tórsvøllur is een voetbalstadion in de Faeröerse hoofdstad Tórshavn. Het stadion heeft een capaciteit van 6.000 toeschouwers, allemaal zitplaatsen, en was in 2000 gebouwd en geopend om een veld te hebben waar internationale wedstrijden gespeeld konden worden. Het Faeröers voetbalelftal speelt zijn thuiswedstrijden hier in het Tórsvøllur. Daarvoor vonden de ontmoetingen met andere landenteams in het Svangaskarð in Toftir plaats. Het Tórsvøllur is samen met het Svangaskarð het grootste voetbalstadion van de Faeröer. Beide bieden plaats aan 6.000 toeschouwers.

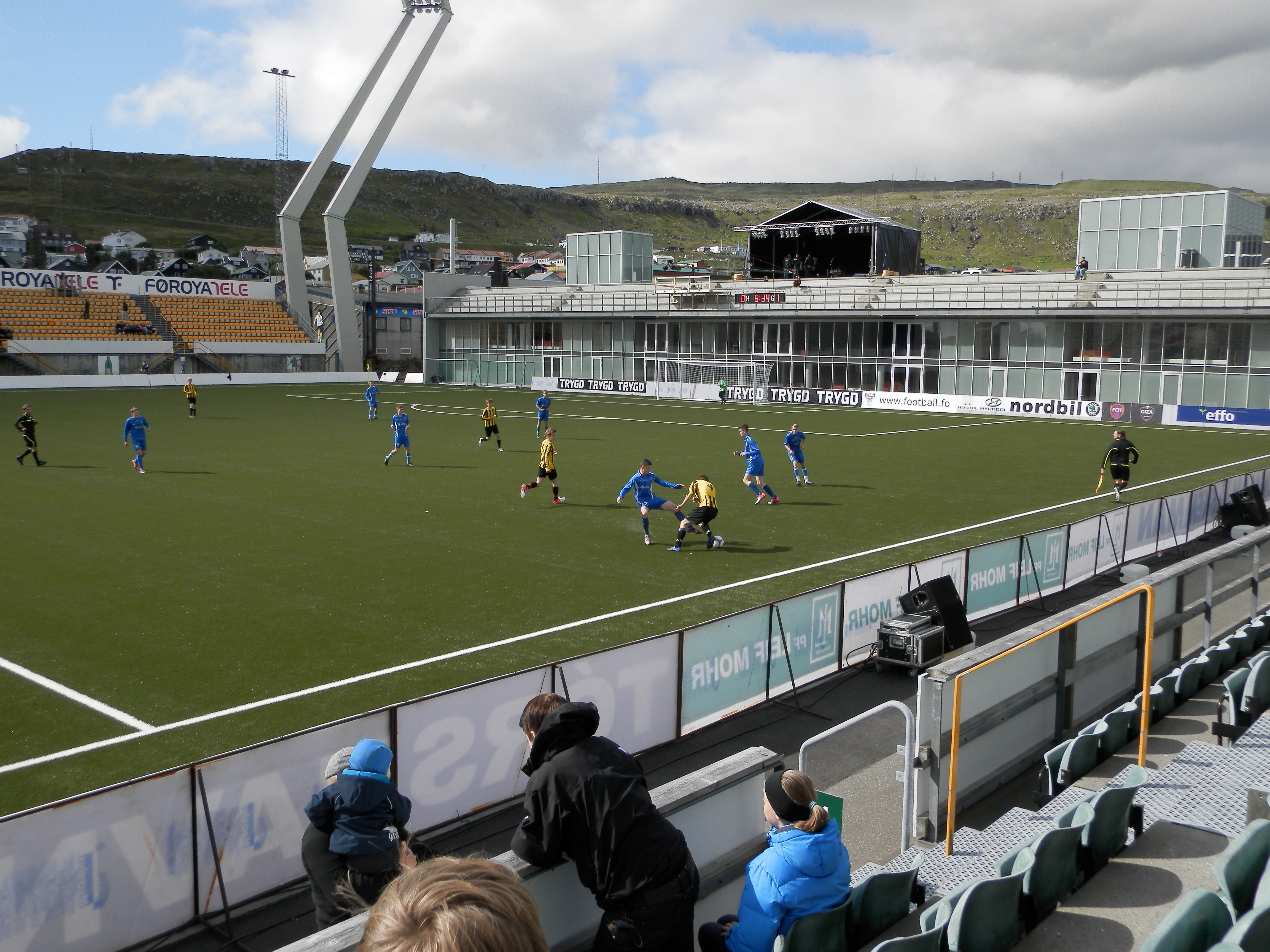
Het Tórsvøllur na de vervanging door kunstgras in 2012.

## Renovatie
In 2011 werd begonnen aan een reeks van renovaties van in totaal tien jaar. Allereerst werden er vier lichtmasten neergezet met een lichtsterkte van 1.400 lux. De eerste wedstrijd onder invloed van licht werd gespeeld tegen Italië op 2 september 2011. De eilandengroep verloor met slechts een doelpunt verschil.

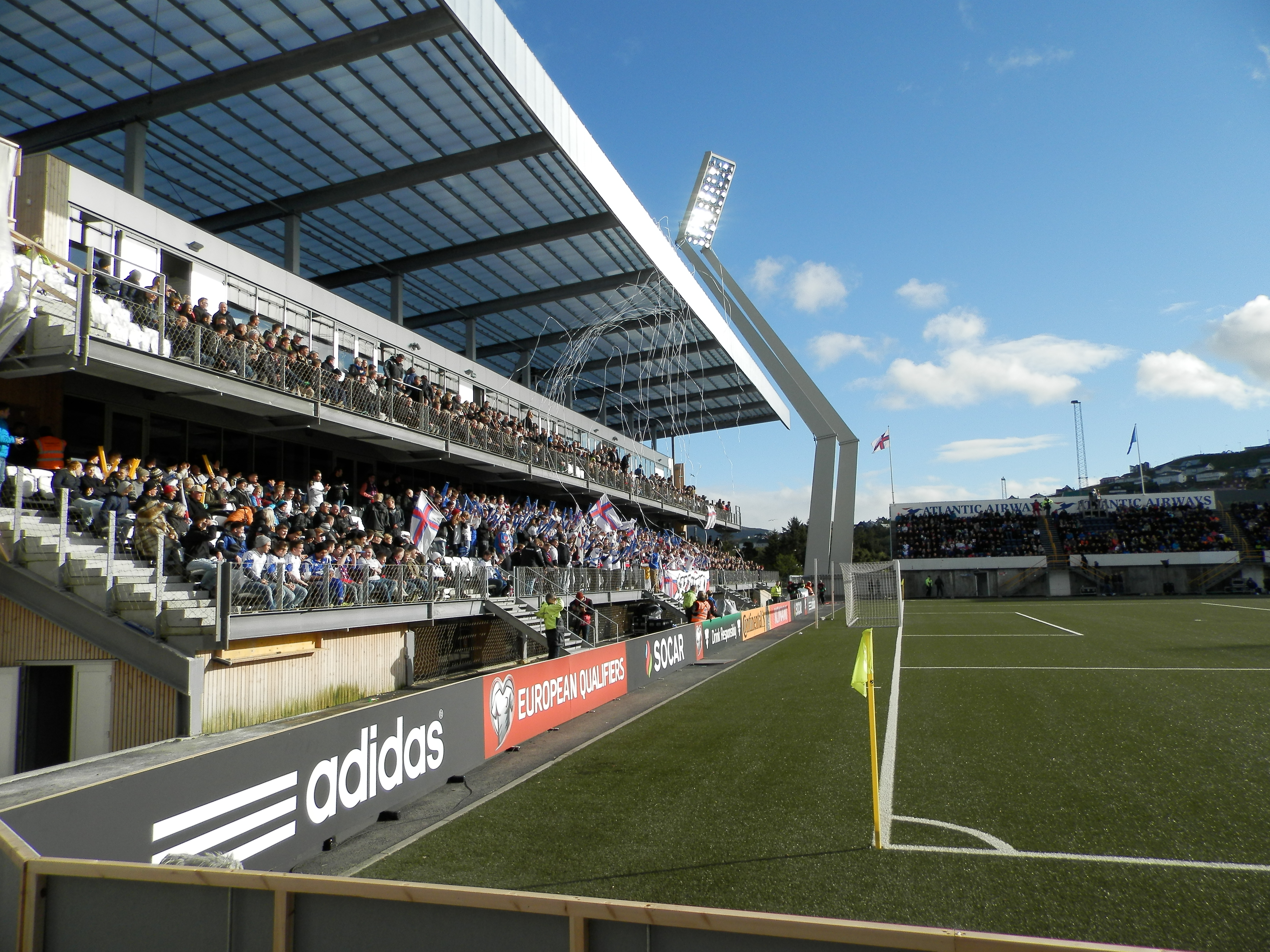
De nieuwe tribune achter het doel in 2015.

Een jaar later werd het natuurgras in het Tórsvøllur vervangen door kunstgras, een belangrijke voorwaarde om voetbal te kunnen blijven spelen op de eilandengroep waar normaliter veel regen valt. Vanwege het kunstgras worden er vanaf 2012 ook de bekerfinales gespeeld.
In 2014 raakte de nieuwe tribune aan de zuidkant gereed. Tevens werden zonnecelen geplaatst op de daken van de tribunes en kwamen er nieuwe, witte stoeltjes. Met de sloop van de oude hoofdtribune in 2018 werd de laatste fase van de renovatie aangekondigd. In 2021 werden alle werkzaamheden afgerond. Het totale project vanaf 2010 heeft 270 miljoen Faeröerse kroon gekost, de eigen voetbalbond heeft 177 miljoen daarvan bekostigd, de rest werd betaald door de FIFA.

## Voetbalinterlands
| Nr. | Datum             | Wedstrijd                 | Uitslag | Competitie                 |
| --- | ----------------- | ------------------------- | ------- | -------------------------- |
| 1   | 18 augustus 1999  | Faeröer – IJsland         | 0 – 1   | Vriendschappelijk          |
| 2   | 4 september 1999  | Faeröer – Estland         | 0 – 2   | EK-kwalificatie 2000       |
| 3   | 8 september 1999  | Faeröer – Litouwen        | 0 – 1   | EK-kwalificatie 2000       |
| 4   | 16 augustus 2000  | Faeröer – Denemarken      | 0 – 2   | Nordic Cup                 |
| 5   | 6 juni 2001       | Faeröer – Joegoslavië     | 0 – 6   | WK-kwalificatie 2002       |
| 6   | 5 september 2001  | Faeröer – Rusland         | 0 – 3   | WK-kwalificatie 2002       |
| 7   | 21 augustus 2002  | Faeröer – Liechtenstein   | 3 – 1   | Vriendschappelijk          |
| 8   | 29 april 2003     | Faeröer – Kazachstan      | 2 – 1   | Vriendschappelijk          |
| 9   | 11 juni 2003      | Faeröer – Duitsland       | 0 – 2   | EK-kwalificatie 2004       |
| 10  | 20 augustus 2003  | Faeröer – IJsland         | 1 – 2   | EK-kwalificatie 2004       |
| 11  | 8 september 2004  | Faeröer – Frankrijk       | 0 – 2   | WK-kwalificatie 2006       |
| 12  | 8 juni 2005       | Faeröer – Ierland         | 0 – 2   | WK-kwalificatie 2006       |
| 13  | 7 september 2005  | Faeröer – Israël          | 0 – 2   | WK-kwalificatie 2006       |
| 14  | 7 oktober 2006    | Faeröer – Litouwen        | 0 – 1   | EK-kwalificatie 2008       |
| 15  | 2 juni 2007       | Faeröer – Italië          | 1 – 2   | EK-kwalificatie 2008       |
| 16  | 13 oktober 2007   | Faeröer – Frankrijk       | 0 – 6   | EK-kwalificatie 2008       |
| 17  | 10 september 2008 | Faeröer – Roemenië        | 0 – 1   | WK-kwalificatie 2010       |
| 18  | 11 oktober 2008   | Faeröer – Oostenrijk      | 1 – 1   | WK-kwalificatie 2010       |
| 19  | 10 juni 2009      | Faeröer – Servië          | 0 – 2   | WK-kwalificatie 2010       |
| 20  | 12 augustus 2009  | Faeröer – Frankrijk       | 0 – 1   | WK-kwalificatie 2010       |
| 21  | 3 september 2010  | Faeröer – Servië          | 0 – 3   | EK-kwalificatie 2012       |
| 22  | 2 september 2011  | Faeröer – Italië          | 0 – 1   | EK-kwalificatie 2012       |
| 23  | 12 oktober 2012   | Faeröer – Zweden          | 1 – 2   | WK-kwalificatie 2014       |
| 24  | 16 oktober 2012   | Faeröer – Ierland         | 1 – 4   | WK-kwalificatie 2014       |
| 25  | 10 september 2013 | Faeröer – Duitsland       | 0 – 3   | WK-kwalificatie 2014       |
| 26  | 11 oktober 2013   | Faeröer – Kazachstan      | 1 – 1   | WK-kwalificatie 2014       |
| 27  | 15 oktober 2013   | Faeröer – Oostenrijk      | 0 – 3   | WK-kwalificatie 2014       |
| 28  | 7 september 2014  | Faeröer – Finland         | 1 – 3   | EK-kwalificatie 2016       |
| 29  | 14 oktober 2014   | Faeröer – Hongarije       | 0 – 1   | EK-kwalificatie 2016       |
| 30  | 13 juni 2015      | Faeröer – Griekenland     | 2 – 1   | EK-kwalificatie 2016       |
| 31  | 4 september 2015  | Faeröer – Noord-Ierland   | 1 – 3   | EK-kwalificatie 2016       |
| 32  | 11 oktober 2015   | Faeröer – Roemenië        | 0 – 3   | EK-kwalificatie 2016       |
| 33  | 6 september 2016  | Faeröer – Hongarije       | 0 – 0   | WK-kwalificatie 2018       |
| 34  | 10 oktober 2016   | Faeröer – Portugal        | 0 – 6   | WK-kwalificatie 2018       |
| 35  | 9 juni 2017       | Faeröer – Zwitserland     | 0 – 2   | WK-kwalificatie 2018       |
| 36  | 3 september 2017  | Faeröer – Andorra         | 1 – 0   | WK-kwalificatie 2018       |
| 37  | 7 oktober 2017    | Faeröer – Letland         | 0 – 0   | WK-kwalificatie 2018       |
| 38  | 7 september 2018  | Faeröer – Malta           | 3 – 1   | Nations League 2018/19 (D) |
| 39  | 11 oktober 2018   | Faeröer – Azerbeidzjan    | 0 – 3   | Nations League 2018/19 (D) |
| 40  | 14 oktober 2018   | Faeröer – Kosovo          | 1 – 1   | Nations League 2018/19 (D) |
| 41  | 7 juni 2019       | Faeröer – Spanje          | 1 – 4   | EK-kwalificatie 2020       |
| 42  | 10 juni 2019      | Faeröer – Noorwegen       | 0 – 2   | EK-kwalificatie 2020       |
| 43  | 5 september 2019  | Faeröer – Zweden          | 0 – 4   | EK-kwalificatie 2020       |
| 44  | 12 oktober 2019   | Faeröer – Roemenië        | 0 – 3   | EK-kwalificatie 2020       |
| 45  | 15 oktober 2019   | Faeröer – Malta           | 1 – 0   | EK-kwalificatie 2020       |
| 46  | 3 september 2020  | Faeröer – Malta           | 3 – 2   | Nations League 2020/21 (D) |
| 47  | 10 oktober 2020   | Faeröer – Letland         | 1 – 1   | Nations League 2020/21 (D) |
| 48  | 13 oktober 2020   | Faeröer – Andorra         | 2 – 0   | Nations League 2020/21 (D) |
| 49  | 4 juni 2021       | Faeröer – IJsland         | 0 – 1   | Vriendschappelijk          |
| 50  | 7 juni 2021       | Faeröer – Liechtenstein   | 5 – 1   | Vriendschappelijk          |
| 51  | 1 september 2021  | Faeröer – Israël          | 0 – 4   | WK-kwalificatie 2022       |
| 52  | 4 september 2021  | Faeröer – Denemarken      | 0 – 1   | WK-kwalificatie 2022       |
| 53  | 7 september 2021  | Faeröer – Moldavië        | 2 – 1   | WK-kwalificatie 2022       |
| 54  | 9 oktober 2021    | Faeröer – Oostenrijk      | 0 – 2   | WK-kwalificatie 2022       |
| 55  | 12 oktober 2021   | Faeröer – Schotland       | 0 – 1   | WK-kwalificatie 2022       |
| 56  | 7 juni 2022       | Faeröer – Luxemburg       | 0 – 1   | Nations League 2022/23 (C) |
| 57  | 11 juni 2022      | Faeröer – Litouwen        | 2 – 1   | Nations League 2022/23 (C) |
| 58  | 25 september 2022 | Faeröer – Turkije         | 2 – 1   | Nations League 2022/23 (C) |
| 59  | 17 juni 2023      | Faeröer – Tsjechië        | 0 – 3   | EK-kwalificatie 2024       |
| 60  | 20 juni 2023      | Faeröer – Albanië         | 1 – 3   | EK-kwalificatie 2024       |
| 61  | 10 september 2023 | Faeröer – Moldavië        | 0 – 1   | EK-kwalificatie 2024       |
| 62  | 12 oktober 2023   | Faeröer – Polen           | 0 – 2   | EK-kwalificatie 2024       |
| 63  | 7 september 2024  | Faeröer – Noord-Macedonië | 1 – 1   | Nations League 2024/25 (C) |